# Bunaster ritteri
Bunaster ritteri is een zeester uit de familie Ophidiasteridae.
De wetenschappelijke naam van de soort werd in 1896 gepubliceerd door Ludwig Döderlein.